# صیانت از نفس
آمور دو سوآ (به فرانسوی: Amour de soi؛ یا عشق به خود) مفهومی در فلسفه روسو است که به غریزه‌ای اشاره می‌کند که غایت آن صیانت از نفس و حفظ تندرسی است. معنای تحت‌الفظی آمور دو سوآ، «عشق به خود» است که می‌توان برای معادل فارسی آن، غریزه «صیانت از نفس» را در نظر گرفت.

## مفهوم
در نظر روسو، آمور دو سوآ انگیزه‌ای است که میان انسان‌ها و دیگر حیوانات مشترک است و می‌توان آن را به عنوان منشأ دیگر انگیزه‌های انسان نیز در نظر گرفت. غایت این انگیزه حفظ بقا است، و فرد را به سمت حفظ بقا و تندرستی خود سوق می‌دهد. آمور دو سوآ و آمور پراپر گرچه در دستگاه فلسفی روسو هر دو به معنای «عشق به خود» هستند اما تفاوت‌های فاحشی میان این دو وجود دارد و نباید این دو مفهوم را معادل یکدیگر قرار داد.